# Frauke Holz
Frauke Holz (geboren 17. November 1939) ist eine deutsche Juristin und ehemalige Richterin. 1993 wählte der Sächsische Landtag Frauke Holz für eine neunjährige Amtsperiode zum stellvertretenden Mitglied an den Verfassungsgerichtshof des Freistaates Sachsen.

## Beruflicher Werdegang
Frauke Holz war ab dem 1. November 1969 Richterin am Amtsgericht Nürnberg. Am 1. Mai 1987 wurde sie dort zur weiteren aufsichtsführenden Richterin befördert. 1992 wechselte sie an das Oberlandesgericht Nürnberg.
Am 18. Juni 1993 wählte der Sächsische Landtag Frauke Holz für eine neunjährige Amtsperiode zum stellvertretenden Mitglied an den Verfassungsgerichtshof des Freistaates Sachsen. Die Vereidigung fand am 15. Juli 1993 statt.

## Ämter und Mitgliedschaften
- Gründungsmitglied der Regionalgruppe Nord der Deutschen Vereinigung für Jugendgerichte und Jugendgerichtshilfen; Gründung am 24. Juli 1980 in Nürnberg[2]